# Barbara Burford
Barbara Yvonne Veronica Burford (Jamaica, 9 de diciembre de 1944 - 20 de febrero de 2010) fue una investigadora médica, funcionaria y escritora británica. Nació en Jamaica y se mudó al Reino Unido a los 10 años. Burford asistió a la escuela secundaria del condado de Dalston y estudió medicina en la Universidad de Londres.

## Biografía
Nació en Jamaica el 9 de diciembre de 1944 y su abuela la crio allí hasta los siete años. En 1955, Burford se mudó a Londres con su familia, donde asistió a la escuela secundaria del condado de Dalston. Burford se describió como "descendiente de tres diásporas diferentes: africana, judía y escocesa", además de reivindicar su identidad lesbiana. Burford no ocultó su lesbianismo, aunque este hecho no fue ampliamente conocido hasta que Stephen Maglott (1953-2016) publicó un tributo biográfico a Burford describiéndola como una "distinguida persona LGBTQ de color/ascendencia africana.
Burford se incorporó al Servicio Nacional de Salud en 1964 como especialista en microscopía electrónica en hospitales universitarios de posgrado. Más tarde comenzó a trabajar en el Instituto de Salud Infantil y en el Hospital Great Ormond Street en equipo con Sheila Haworth. Haworth fue profesora de cardiología del desarrollo en el Instituto de Salud Infantil y en 2006 fue nombrada Comandante de la Excelentísima Orden del Imperio Británico por su labor en el Servicio Nacional de Salud.
Burford fue una escritora activa y escribió obras de teatro, cuentos, poemas e historias de ciencia ficción. La antología de 1980 A Dangerous Knowing: Four Black Women Poets, en la que Burford contribuyó, fue la primera antología que se publicó en el campo de la escritura de mujeres británicas negras. La antología fue descrita en la revista académica Hecate como "un regalo" y un "testimonio de la profundidad del sentimiento negro y el complejo poder inherente al amor negro".
La obra de Burford de 1984, Patterns, fue encargada por Changing Women's Theatre. La obra se centró en el trabajo de las mujeres y se representó en el Teatro Oval de Londres. The Threshing Floor (1986), una novela corta con el mismo nombre y una colección de cuentos, son mencionados en muchas listas de lectura de escuelas y universidades en todo el Reino Unido, y obras individuales de la colección se han vuelto a publicar en otras antologías. Los escritos de Burford se incluyeron en la antología Hijas de África (ed. Margaret Busby, 1992).
Las obras de Burford fueron seleccionadas varias veces por la revista The Women's Review of Books.
En 1999, Burford fue nombrada Directora de Igualdad del Departamento de Salud, cargo que ocupó hasta 2002. Burford ayudó con la creación del plan de aprendizaje de atención médica de Bradford, dirigido por la Universidad de Bradford, al que se le atribuye haber ayudado a transformar la diversidad de la fuerza laboral de atención médica de la ciudad.
En 2001, recibió un doctorado honoris causa de la Universidad de Bradford en reconocimiento a sus contribuciones a la igualdad y la diversidad. Después de su jubilación en 2005, Burford se convirtió en la primera subdirectora del Centro para la Inclusión y la Diversidad de la universidad.
Burford murió por insuficiencia respiratoria el 20 de febrero de 2010.

## Reconocimientos
La Universidad de Bradford organizó una conferencia anual en su memoria conocida como Conferencia Conmemorativa Anual de Barbara Burford, impartida como parte de la conferencia internacional anual Making Diversity Interventions Count. La conferencia la imparte cada año uno de sus colegas del campo de la igualdad y la diversidad que tenía vínculos directos con Burford y su trabajo.
El Barbara Burford Honor (Excelencia en STEM) fue fundado en 2017 por la revista británica Gay Times como parte de los Gay Times Honors, una serie de honores para reconocer a las personas LGBT que han marcado una diferencia en su campo. El premio inaugural Barbara Burford Honor lo ganó Rachel Padman, profesora de astrofísica transgénero de la Universidad de Cambridge.

## Publicaciones
- Patrones (1984)

- A Dangerous Knowing: Four Black Women Poets (1980)
- Dancing the Tightrope: New Love Poems by Women (1987) ISBN 978-0-7043-4060-2

- The Threshing Floor (1986) ISBN 978-0-932379-27-6.